# دوربین فروسرخ نزدیک و طیف‌سنج چندجرمی
دوربین فروسرخ نزدیک و طیف‌سنج چندجرمی (انگلیسی: Near Infrared Camera and Multi-Object Spectrometer) که به اختصار نیکموس (NICMOS) نامیده می‌شود، یک ابزار علمی به‌منظور اخترشناسی فروسرخ است که بر روی تلسکوپ فضایی هابل نصب شده از سال ۱۹۹۷ تا ۱۹۹۹ و از ۲۰۰۲ تا ۲۰۰۸ فعالیت داشته است. تصاویر تولید شده توسط نیکموس حاوی داده‌هایی از قسمت فروسرخ نزدیک طیف نور هستند.
دوربین فروسرخ نزدیک و طیف‌سنج چندجرمی توسط تیم تعریف ابزار نیکموس در رصدخانه استوارد در دانشگاه آریزونا طراحی شد. نیکموس یک تصویربردار و طیف‌سنج چندجرمی است که توسط شرکت هوا فضا و فناوری بال ساخته شده و تلسکوپ فضایی هابل را قادر به رصد نور فروسرخ را در بازه طول موج ۰٫۸ تا ۲٫۴ میکرومتر و ارائه قابلیت‌های تصویربرداری و طیف‌نورسنجی بدون شکاف می‌سازد.
نیکموس شامل سه آشکارساز فروسرخ نزدیک در سه کانال نوری با وضوح بالا (~ ۰٫۱ ثانیه قوسی)، تصویربردارهای تاج‌نگاری و قطبش‌سنجی طیف‌نورسنجی بدون شکاف با میدان دید ۱۱-، ۱۹- و ۵۲- ثانیه قوسی مربع است. هر کانال نوری شامل آرایه فوتودیود ۲۵۶×۲۵۶ پیکسلی آشکارساز فروسرخ از نوع تلورید کادمیوم جیوه چسبیده به بستر یاقوت کبود است که عمل خوانش را در چهار ربع ۱۲۸×۱۲۸ پیکسلی مستقل انجام می‌دهند.
پس از نصب دوربین میدان وسیع ۳ در سال ۲۰۰۹، نیکموس تا حد زیادی با کانال فروسرخ آن دوربین جایگزین شده است.

## محدودیت ها
عملکرد مادون قرمز هابل دارای محدودیت هایی است زیرا با عملکرد مادون قرمز به عنوان هدف طراحی نشده است. به عنوان مثال، آینه در دمای ثابت و نسبتاً بالا (15 درجه سانتیگراد) توسط بخاری ها نگهداری می شود.
HST یک تلسکوپ گرم است. شار پس‌زمینه مادون قرمز جمع‌آوری‌شده توسط ابزارهای IR صفحه کانونی خنک‌شده مانند NICMOS یا WFC3، در طول‌موج‌های نسبتاً کوتاه، به‌جای پراکندگی زودیاکال تحت تأثیر گسیل حرارتی تلسکوپ است. داده‌های NICMOS نشان می‌دهد که پس‌زمینه تلسکوپ در طول موج‌های بیشتر از λ ≈ 1.6μm از پس‌زمینه زودیاک فراتر می‌رود، که مقدار دقیق آن بستگی به نقطه‌گیری روی آسمان و موقعیت زمین در مدار آن دارد.
با وجود این، ترکیب آینه هابل و NICMOS سطوح کیفیتی که قبلاً هرگز دیده نشده بود را در عملکرد مادون قرمز نزدیک در آن زمان ارائه می کرد. تلسکوپ‌های مادون قرمز اختصاصی مانند رصدخانه فضایی فروسرخ در نوع خود پیشگام بودند، اما آینه اولیه کوچک‌تری داشتند و همچنین در زمان نصب NICMOS از کار افتادند، زیرا مایع خنک‌کننده آنها تمام شد. NICMOS بعداً با استفاده از یک چیلر ماشینی مانند یخچال بر این مشکل غلبه کرد که به آن اجازه داد تا سال ها کار کند تا اینکه در سال 2008 آفلاین شد.

## نتایج علمی
مشاهده کهکشان‌ها و کوئیزارهای با شیفت به سرخ بالا
کشف حوضه برخوردی در قطب جنوب سیارک ۴وستا
تصویربرداری و تحلیل اخترهای فراخورشیدی، به‌ویژه در اطراف HR 8799
مطالعات طیف‌بینی اختر فراخورشیدی XO-2b در طول گذر
بازیابی صفحات سیاره‌ای با پردازش تصویر جدید در ۲۰۱۴

## تاریخچه NICMOS
NICMOS در دومین ماموریت خدماتی خود در سال 1997 (STS-82) همراه با طیف نگار تصویربرداری تلسکوپ فضایی بر روی هابل نصب شد و جایگزین دو ابزار قبلی شد. NICMOS به نوبه خود تا حد زیادی توسط دوربین میدان عریض 3 جایگزین شده است که میدان دید بسیار بیشتری دارد (135 در 127 ثانیه قوس یا 2.3 در 2.1 دقیقه قوس) و تقریباً به همان اندازه به مادون قرمز می رسد.

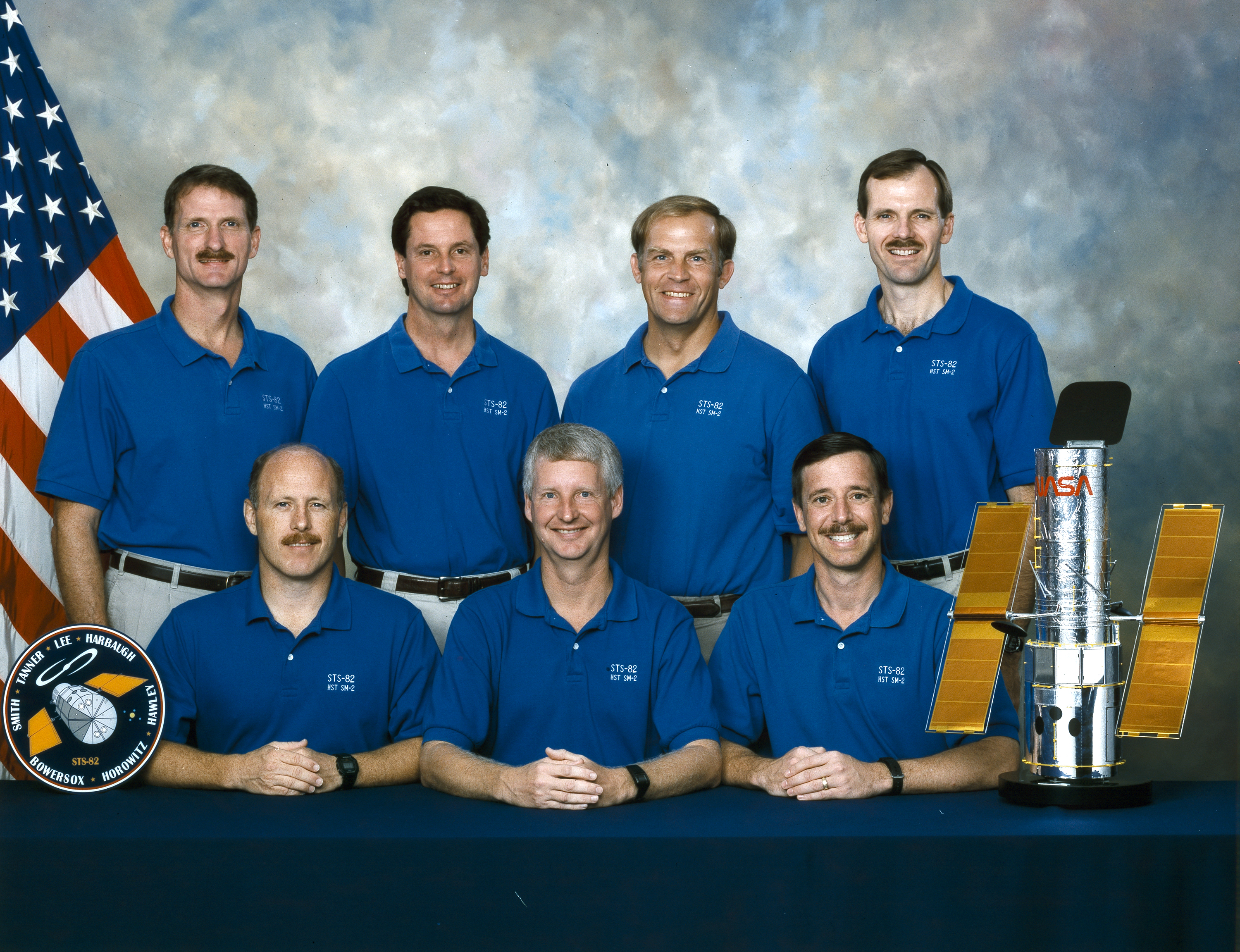
NICMOS توسط خدمه STS-82 نصب شد، این مأموریت شاتل فضایی در سال 1997 ابزار STIS را نیز بر روی تلسکوپ فضایی هابل نصب کرد، یک مدل مقیاس از تلسکوپ با این عکس خدمه نشان داده شده است.

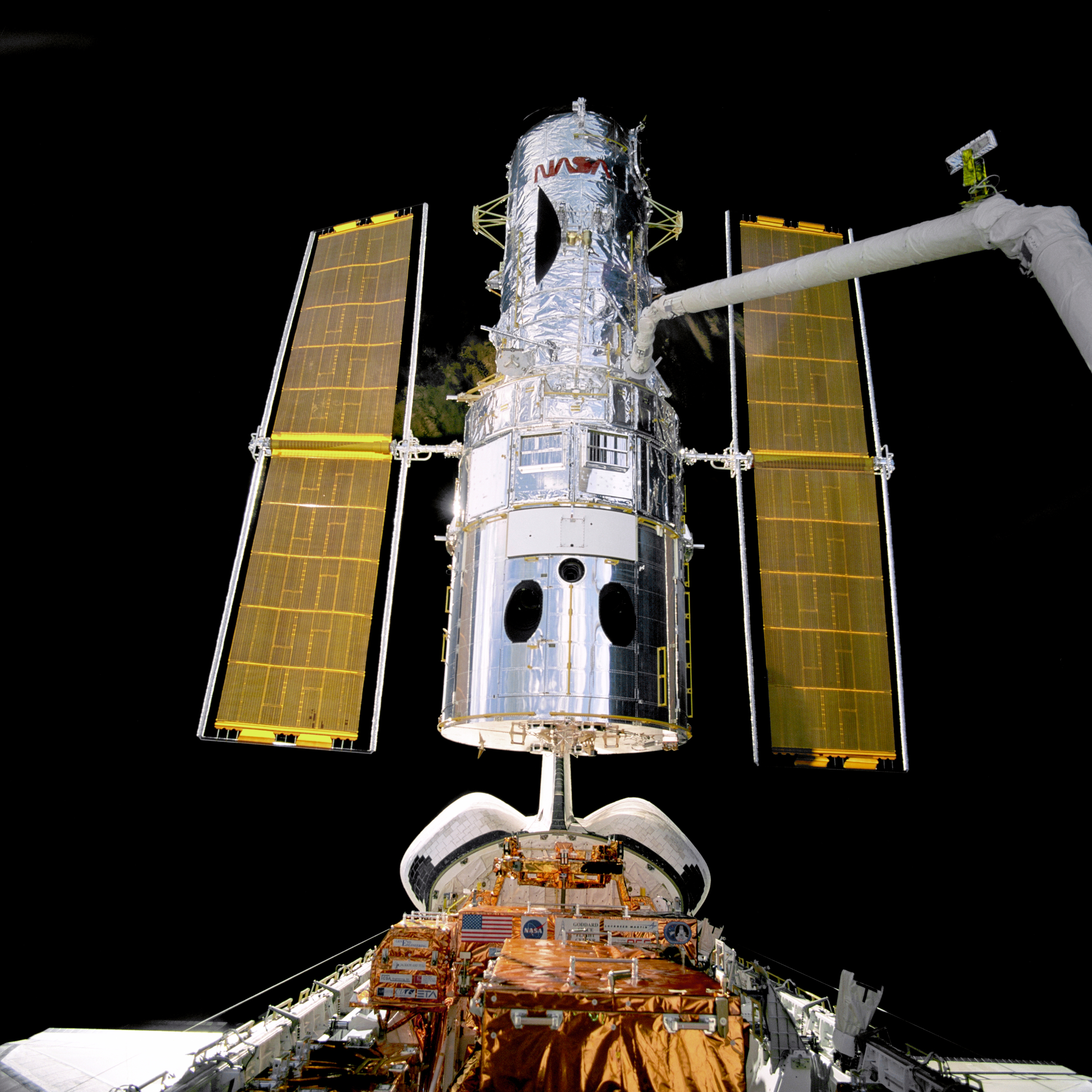
تلسکوپ فضایی هابل توسط بازوی روباتیک شاتل فضایی نگهداری می شود

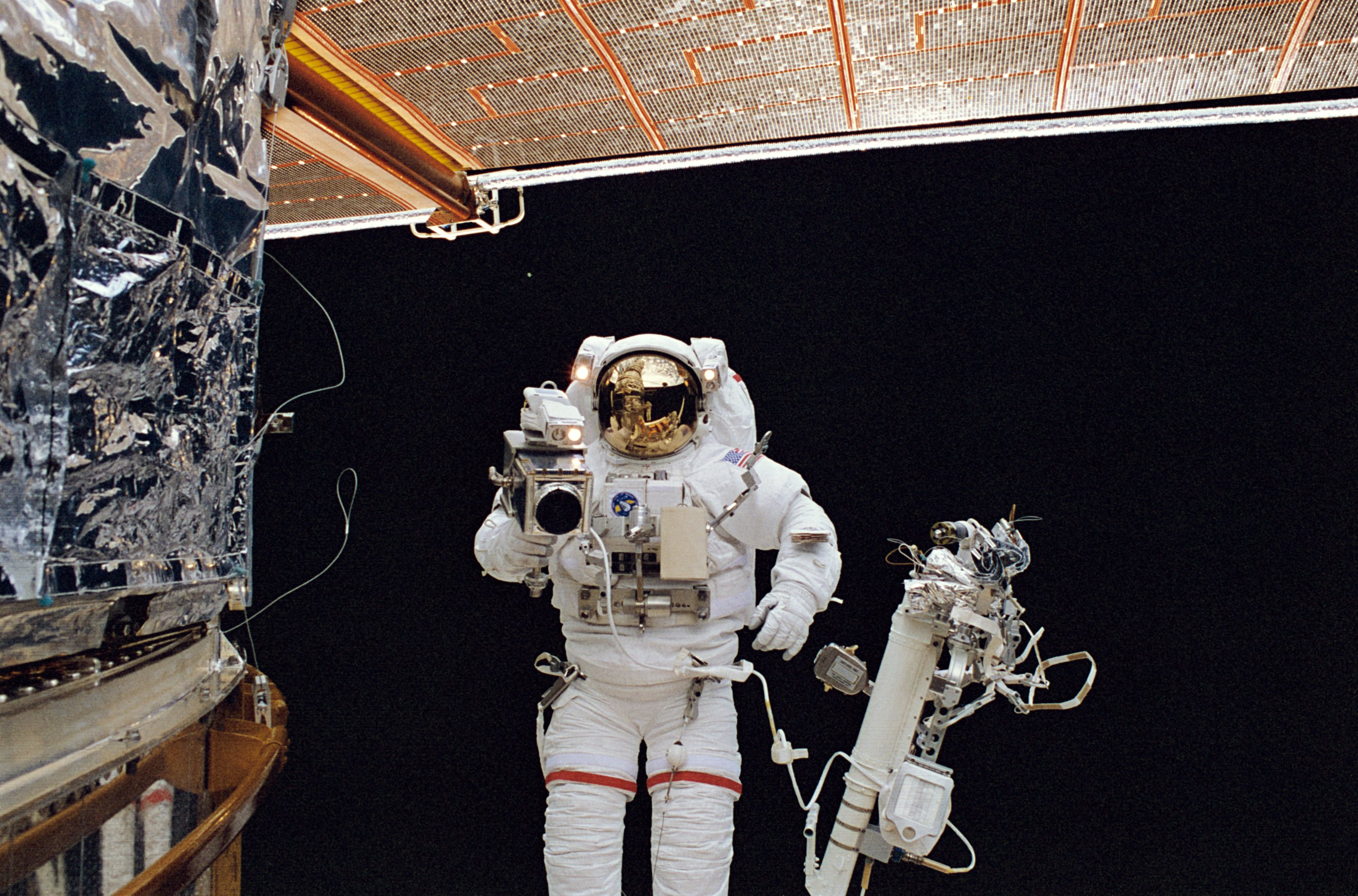
خدمه شاتل EVA با تلسکوپ فضایی هابل

هنگام انجام اندازه گیری های مادون قرمز، لازم است آشکارسازهای مادون قرمز را خنک نگه دارید تا از تداخل مادون قرمز ناشی از انتشار حرارتی خود دستگاه جلوگیری شود. NICMOS حاوی یک دوار برودتی است که آشکارسازهای خود را تا حدود 61 کلوین و فیلترهای نوری را تا 105 کلوین با یک بلوک از یخ نیتروژن جامد خنک می کند. هنگامی که NICMOS در سال 1997 نصب شد، فلاسک دیوار حاوی یک بلوک 230 پوندی (104 کیلوگرمی) از یخ نیتروژن بود. به دلیل کوتاهی حرارتی که در 4 مارس 1997 در هنگام راه اندازی ابزار به وجود آمد، مایع خنک کننده نیتروژن زودتر از حد انتظار در ژانویه 1999 تمام شد.
در طول ماموریت هابل سرویس 3B در سال 2002 (STS-109)،  یک سیستم خنک‌کننده جایگزین شامل یک خنک‌کننده، سیرکولاتور برودتی و رادیاتور خارجی بر روی هابل نصب شد که اکنون NICMOS را از طریق یک حلقه نئون برودتی خنک می‌کند. سیستم خنک کننده NICMOS (NCS) بر اساس یک برنامه بسیار سریع (14 ماه در مقابل 5 تا 10 سال برای سایر سخت افزارهای ابزار هابل) توسعه یافته است.[7] NICMOS به زودی پس از SM 3B به خدمت بازگشت.[8][9]
آپلود نرم افزار جدید در سپتامبر 2008 نیازمند خاموش شدن مختصر سیستم خنک کننده NICMOS بود. چندین تلاش برای راه اندازی مجدد سیستم خنک کننده به دلیل مشکلات مربوط به سیرکولاتور برودتی ناموفق بود. پس از بیش از شش هفته انتظار برای گرم شدن بخش‌هایی از ابزار و تئوری‌سازی ذرات یخ برای تصعید از حلقه گردش نئون، خنک‌کننده بار دیگر راه‌اندازی مجدد نشد. سپس یک هیئت بررسی ناهنجاری (ARB) توسط ناسا تشکیل شد. ARB به این نتیجه رسید که یخ یا ذرات جامد دیگر در طی تلاش مجدد در سپتامبر 2008 از دیوار به گردشگر مهاجرت کرده و ممکن است گردشگر آسیب ببیند و مجموعه دیگری از پارامترهای راه اندازی را تعیین کرد. یک راه‌اندازی مجدد موفقیت‌آمیز در ساعت 13:30 EST در 16 دسامبر 2008 منجر به چهار روز عملیات خنک‌تر و به دنبال آن تعطیلی دیگر شد.[10] در 1 آگوست 2009، کولر دوباره راه اندازی شد؛ [11] انتظار می رفت NICMOS در اواسط فوریه 2010 فعالیت خود را از سر بگیرد [12] و تا 22 اکتبر 2009 کار کند، در این مرحله قفل شدن سیستم مدیریت داده هابل باعث شد تلسکوپ خاموش شود نرخ جریان گردش به NICMOS در طول این دوره عملیاتی به شدت کاهش یافت و انسداد در حلقه گردش را تأیید کرد. ادامه کار با نرخ جریان کاهش یافته علم NICMOS را محدود می کند، بنابراین برنامه هایی برای پاکسازی و پر کردن مجدد سیستم گردش خون با گاز نئون تمیز توسط ناسا توسعه داده شد. حلقه گردش به یک مخزن نئون اضافی و شیرهای برقی از راه دور برای عملیات پاکسازی پر کردن مدار مجهز شده است. از سال 2013، این عملیات پر کردن پاکسازی هنوز انجام نشده است.[نیاز به به روز رسانی]
WFC3، نصب شده در سال 2009، برای جایگزینی بخشی از NICMOS طراحی شده است.[13]
در 18 ژوئن 2010، اعلام شد که NICMOS در طول آخرین پیشنهاد سیکل 18 برای علم در دسترس نخواهد بود. از سال 2013، تصمیمی در مورد اینکه آیا عملیات پاکسازی انجام خواهد شد و آیا NICMOS برای علم در دسترس خواهد بود یا خیر آینده ساخته نشده است.[نیاز به بروز رسانی دارد]
NICMOS همچنین نام سنسور تصویربرداری 256×256 پیکسلی دستگاه است که توسط مرکز بین المللی الکترواپتیکال راکول (در حال حاضر DRS Technologies) ساخته شده است.